# Альвар Нуньес Осорио
Альвар Нуньес Осорио (исп. Álvar Núñez Osorio; ? — 1329, Замок Бельвер-де-лос-Монтес) — леонский дворянин, 1-й граф Лемос, Трастамара и Саррия. Сын Альвара Родригеса Осорио, сеньора де Вильяорнате, и Эльвиры Нуньес.
Граф де Трастамара, Лемос и Саррия, сеньор Кабрера и Рибера, занимал должность старшего майордома (дворецкого) короля Альфонсо XI, старшего аделантадо Леона, старшего юстициария короля, старшего официанта короля, старшего аделантадо границы с Андалусией.
В 1329 году он был убит по приказу Альфонсо XI Кастильского после восстания против монарха.

## Биография
Дата его рождения неизвестна. Один из сыновей Альвара Родригеса Осорио, сеньора де Вильяорнате и Эльвиры Нуньес.
В августе 1325 года Альфонсо XI Кастильскому исполнилось четырнадцать лет и он достиг совершеннолетия. Дон Хуан Мануэль, Хуан де Аро «Одноглазый» и инфант Филипп Кастильский вынуждены были оставить посты опекунов короля и передали монарху бразды правления.
Одним из первых действий Альфонсо XI было покончить с влиянием его бывших опекунов. Пытаясь утвердить свою самостоятельность и независимость королевской власти, новый король искал новых людей, которые были бы обязаны ему своим званием и положением при дворе, а не своим дворянским престижем. Фаворитами Альфонсо XI стали дворяне Гарсиласо I де ла Вега и Альвар Нуньес Осорио, которого он пожаловал наиболее важными титулами и должностями в Галисии.
Возвышение леонского дворянина Альвара Нуньеса Осорио, связанного со старыми галисийскими семьями, и кастильца Гарсиласо де ла Вега, было не поспешным поступком молодого монарха, а хорошо продуманным действием в соответствии с общей политикой, которую он проводил на протяжении всего своего правления, заключавшимся в укреплении королевской власти и уменьшению роли крупной знати в государстве.
Гарсиласо де ла Вега и Альвар Нуньес Осорио воевали под командованием инфанта Филиппа, в борьбе за опекунство над королем Альфонсо XI, их назначение представляло собой триумф инфанта Филиппа в политике нового кастильского монарха, и в то же время оскорбление двух других претендентов на опекунство, Дона Хуана Мануэля и Хуана Одноглазого. Эти два могущественных магната, недовольные назначениями Альфонсо XI, решили объединить свои силы, чтобы заставить короля Кастилии их ведущую роль и власть в королевстве. Дон Хуан Мануэль, в качестве гарантии нового союза, предложил Хуану Одноглазому руку своей дочери Констанции, которая была к тому времени уже вдовой.
Альфонсо XI, осознавая опасность, которую представлял для его правление консорциум сил Хуана Мануэля и Хуана Одноглазого, решил помешать ему, попросив у Хуана Мануэля разрешения жениться на его дочери Констанции. Дон Хуан Мануэль, у которого не было другого желания, кроме как быть могущественным при дворе Кастилии, забыл о своих обещаниях в отношении Хуана Одноглазого и с радостью принял просьбу кастильского короля. Но этот брак представлял опасность для планов королевских фаворитов, Гарсиласо де ла Вега и Альвара Нуньеса Осорио, особенно для последнего, который имел наибольшее влияние при дворе Кастилии. Брак Констанции с королем Альфонсо XI означал бы радикальное изменение политики и триумф Дона Хуана Мануэля.
Альвар Нуньес Осорио, понимая, что эта связь станет концом его политической власти при дворе Альфонсо XI, действовал очень быстро, чтобы предложить королю Кастилии новый план, который навсегда покончит с влиянием в Кастилии Хуана Одноглазого и Хуана Мануэля. Альвар попытался направить кастильскую политику на более тесный союз с Португалией. Таким образом, он завоевал для своего дела помощь и симпатию португальского двора, а с другой стороны, способствовать вражде короля Альфонсо XI с Хуаном Мануэлем, который был самым серьезным претендентом на опекунство при кастильском дворе.
Средство достижения обоих состояло в том, чтобы женить короля Кастилии Альфонсо XI на португальской принцессе Марии Португальской, дочери короля Афонсу IV Португальского. Такой брак заставил Альфонсо XI отказаться от обещания, которое он ранее дал Хуану Мануэлю жениться на его дочери Констанце. И подобный поступок означал бы оскорбление могущественного кастильского магната.
Чтобы завершить свой план, Альвар Нуньес Осорио распорядился, чтобы наследный принц Португалии инфант Педро женился на Бланке Кастильской, дочери инфанта Педро Кастильского. Бывшие опекуны, Хуан Мануэль и Хуан Одноглазый, в ответ подняли восстание против королевской власти. Король даже стал задумываться о том, чтобы убить их, чтобы избавить королевство от постоянных беспорядков.
А в 1325 году, по словам Франсиско де Моксо, король Альфонсо XI назначил своего частного Альвара Нуньеса Осорио графом де Трастамара, Лемос и Саррия, хотя, по словам других авторов, он получил эти титулы в 1327 году.
В 1326 году Хуан Одноглазый отправился в Торо, где его ждал король Кастилии Альфонсо XI, и здесь он был убит королевскими наемниками под командованием Альвара Нуньеса Осорио, в День Всех Святых. Альфонсо XI наградил Альвара Нуньеса Осорио, предоставив ему все замки и поместья, которыми владел раньше Хуан Одноглзаый, многие из них находились в Королевстве Леон и, в частности, в современной провинции Самора. Альвар Нуньес Осорио, владеющий поместьями убитого Хуана Одноглазого, стал одним из самых могущественных магнатов Кастилии и первым в Королевстве Леона, а в апреле 1327 года скончался инфант Фелипе, дядя короля Альфонсо XI.
Смерть Гарсиласо де ла Вега, произошедшая в Сории в 1328 году, оставила Альвара Нуньеса Осорио единственным фаворитом короля при кастильском дворе. С властью нового магната усилилась враждебность, которую испытывали против него остальные аристократы и города Кастилии и Леона, где он имел владения, конфискованные у Хуана Одноглазого. В широком протесте против валидо (фаворита) участвовали многочисленные родственники Альвара Нуньеса Осорио.
Против власти Осорио выступили города Торо и Самора, которые ранее поддерживали инфанта Хуана Кастильского эль-Тарифу, сына короля Альфонсо X, а затем его сына Хуана Одноглазого. Одним из самых активных заговорщиков против королевского фаворита Альвара Нуньеса Осорио был галисиец Фернан Родригес де Бальбоа, приор Ордена Святого Иоанна, который поддерживал Хуана Мануэля. Приор Святого Иоанна первым захватил алькасар Саморы, восстав против короля, чтобы кастильский монарх изгнал своего фаворита из двора. Город Самора в полном составе присоединился к его восстанию. Сторонники Альвара Нуньеса Осорио в Ордене Святого Иоанна ходатайствовали от короля об отстранении его магистра и избрании Альвара Нуньеса де Саррия в магистры ордена.
Враги Альваро Нуньеса Осорио, чтобы отдалить короля от своего фаворита, придумали, что Альвар Нуньес Осорио сам стремился жениться на инфанте Леонор Кастильской, сестре Альфонсо XI, который послал своего казначея еврея Юсуф из Эсиха в Вальядолид, чтобы забрать инфанту Леонор, которая должен был сопровождать своего брата в Агинальдо, на границе с Португалией, чтобы здесь встретить инфанту Марию Португальскую, которая должна была вступить в брак с монархом Кастилии. По прибытии еврея Юсуфа в Вальядолид Санча, вдова Санчо Санчеса де Веласко, и племянница Альвара Нуньеса Осорио распространила слух, что король, расположившись лагерем под Эскалоной, где он осаждал Хуана Мануэля, вызвал свою сестру, чтобы женить её на своем частном лице.
Разъяренные этим слухом, крестьяне из деревень рядом с Вальядолидом вооружились и явились к городским воротам, чтобы помешать отъезду инфанты Леонор и убить еврея Юсуфа. Горожане, следуя примеру вооруженных крестьян, осадили еврея и инфанту, находившуюся в алькасаре Вальядолида, и обратились за помощью к приору ордена Святого Иоанна и советам Саморы и Торо.
Получив известие о случившемся в Вальядолиде, бросившем вызов его авторитету, Альфонсо XI решил немедленно отправиться в кастильскую столицу и покинуть осаду Эскалоны. Альвар Нуньес Осорио, знающий, что главным героем этого заговора был сам Дон Хуан Мануэль, и что восстание в Вальядолиде было уловкой этого, чтобы снять осаду с Эскалоны, посоветовал королю продолжать еще более жестокое нападение на Эскалону. Но король, пренебрегая его советом, направился в Вальядолид. Горожане закрыли городские ворота перед королем, пообещав открыть их, если он уволит своего фаворита. Альфонсо XI убедил своего фаворита покинуть свою свиту и вступил в Вальядолид.
Альвар Нуньес Осорио укрылся в замке Бельвер-де-лос-Монтес, который принадлежал Хуану Одноглазому, и решил объединиться со своим бывшим врагом, Доном Хуаном Мануэлем. Последний сделал вид, что соглашается с ним сражаться вместе с монархом, и в качестве доказательства дружбы попросил у бывшего фаворита значительную сумму для покрытия расходов его частной войны против Альфонсо XI, умоляя его при этом не отказываться от своего участия в восстании.
В 1328 году состоялась свадьба короля Альфонсо XI Кастильского и инфанты Марии Португальской. Среди рыцарей, собравшихся для участия в брачной связи, возник план, чтобы король убил Альвара Нуньеса Осорио так же, как он убил Хуана Одноглазого. Главным заговорщиком был его родственник Алонсо Хофре Тенорио (1292—1340), адмирал Кастилии и бывший сторонник инфанта Филиппа. В заговоре участвовал и приор ордена Святого Иоанна, Фернан Родригес де Бальбоа и Хуан Мартинес де Лейва, сменивший Альвара Нуньеса Осорио на посту старшего официанта короля.
В 1329 году адмирал Алонсо Жофре Тенорио предложил королю услуги своего вассала Рамиро Флореса, чтобы последний убил Альвара Нуньеса Осорио. Рамиро Флорес отправился в Бельвер-де-лос-Монтес, где был укреплен Альвар Нуньес Осорио, и убил последнего после того, как предложил ему свои услуги.
После убийства Альвара Нуньеса Осорио, которое произошло в 1329 году, все его титулы и имущество вернулись в королевскую казну. Рамиро Флорес получил в качестве награды за свое преступление замок Бельвер-де-лос-Монтес.

## Брак и дети
Альвар Нуньес Осорио женился на Майор Перес, от брака с которой у него была одна дочь:
- Уррака Осорио (? — 1367). Она стала женой Хуана Алонсо Переса де Гусмана и Коронеля (1285—1351). Король Кастилии Педро Жестокий приказал её сжечь заживо в Севилье из-за связи, которую она имела со своим сыном Хуаном Алонсо Пересом де Гусманом и Осорио, сеньором де Санлукар и графом де Ньебла.